# 应宝时
应宝时（1821年—1890年），字敏齋，浙江永康人，清朝政治人物。
应宝时是道光24年（1844年）的舉人。应宝时于1864年接替丁日昌任苏松道道员一职，1869年由杜文澜接任。应宝时調任江蘇署理藩司。後來出任江蘇布政使，一度代理江蘇巡撫。